# Chéu

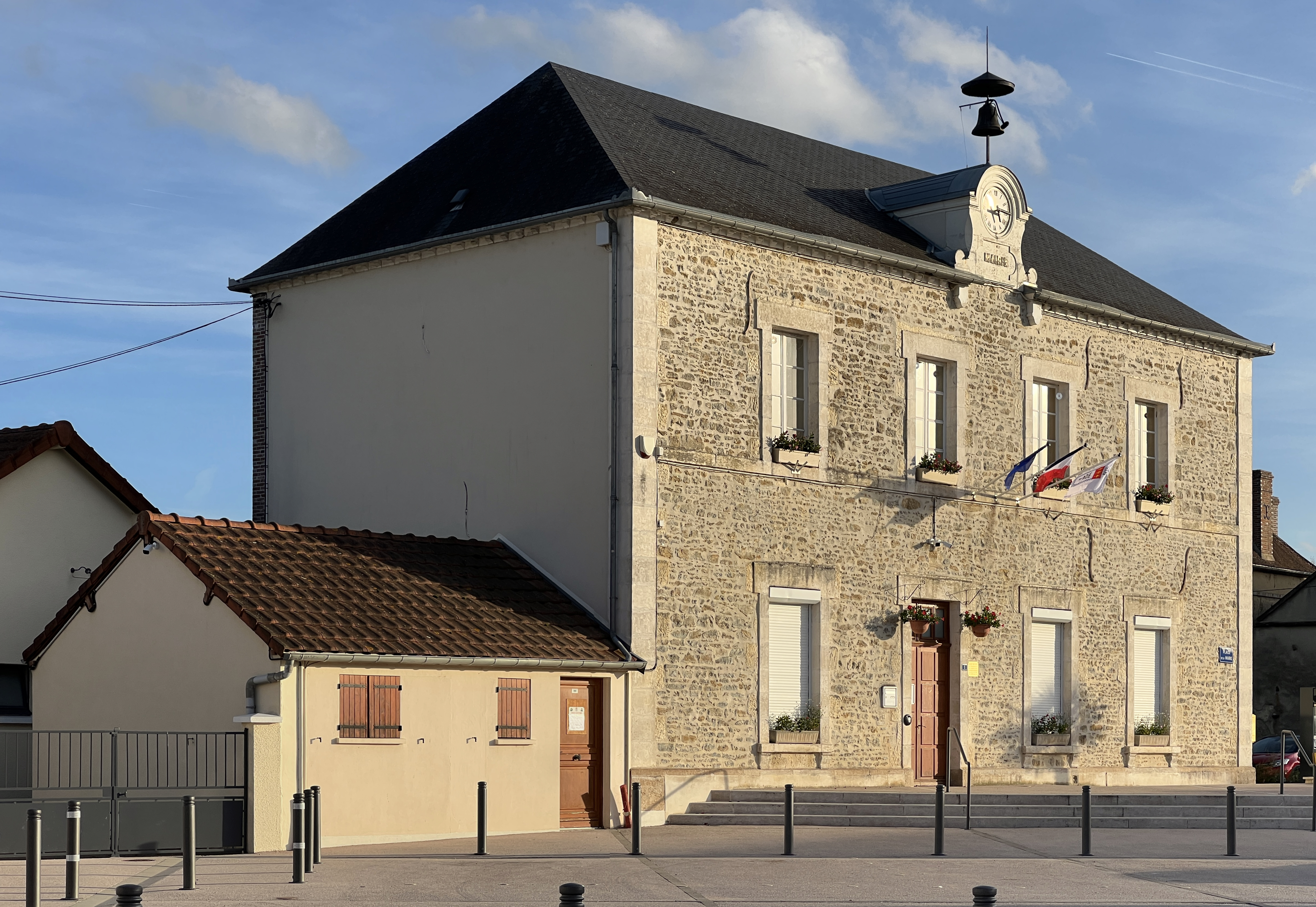
Rathaus von Chéu

Chéu ist eine französische Gemeinde mit 532 Einwohnern (Stand: 1. Januar 2022) im Département Yonne in der Region Bourgogne-Franche-Comté; sie gehört zum Arrondissement Auxerre und zum Kanton Saint-Florentin.

## Geographie
Chéu liegt etwa 20 Kilometer nordnordöstlich von Auxerre. Der kleine Fluss Armançon begrenzt die Gemeinde im Norden. Umgeben wird Chéu von den Nachbargemeinden Saint-Florentin im Norden und Nordwesten, Germigny im Norden und Nordosten, Jaulges im Osten, Ligny-le-Châtel im Süden sowie Vergigny im Westen.
Im Osten der Gemeinde liegt der Flugplatz Saint-Florentin-Chéu.

## Bevölkerungsentwicklung
| Jahr                      | 1962 | 1968 | 1975 | 1982 | 1990 | 1999 | 2006 | 2013 | 2017 |
| Einwohner                 | 442  | 436  | 540  | 496  | 506  | 439  | 513  | 538  | 558  |
| Quelle: Cassini und INSEE |      |      |      |      |      |      |      |      |      |